# 松竹キネマ
松竹キネマ株式會社（しょうちくキネマ 1921年4月 合併改称 - 1937年 合併改称）は、かつて日本の東京に存在した映画会社である。「帝国活動写真株式会社」を改称して設立された、のちの松竹の直接の前身となった企業である。この項目では同社に吸収された松竹キネマ合名社についても説明する。

## 略歴・概要

### 松竹キネマ合名社
松竹キネマ合名社は、1920年（大正9年）2月、松竹資本により、東京市京橋区築地3丁目9に設立された映画会社である。新聞紙上に広告を打ち、映画の製作・配給を発表するとともに、「2-3万坪の撮影所用地」と「人材」を公募した。同年3月、同社内に「松竹キネマ俳優学校」を設立、小山内薫を校長に招聘、公募により36名の研究生を養成した。同年6月、東京府荏原郡蒲田村の「中村化学研究所」跡地（現在の東京都大田区蒲田5丁目）9,000坪を買収し撮影所を建設、「松竹キネマ蒲田撮影所」としてオープンした。
同年11月1日、同撮影所は設立第1作として、木村錦花とヘンリー小谷の共同監督により、3巻ものの短篇映画『島の女』を発表する。そのちょうど1週間後の11月8日、松竹資本は「帝国活動写真株式会社」を東京市本郷区（現在の文京区本郷地域）に設立した。
その5か月後の1921年（大正10年）4月、「帝国活動写真株式会社」は「松竹キネマ株式会社」と改称、「松竹キネマ合名社」はこれに吸収合併され、「松竹キネマ蒲田撮影所」の経営は「松竹キネマ株式会社」が引き継ぐことになる。「松竹キネマ株式会社」の本社機構は、旧帝国活動写真の本郷から、旧松竹キネマ合名社の築地へと移転した。

### 松竹キネマ株式会社
「帝国活動写真株式会社」を改称して設立した同社は、「松竹キネマ蒲田撮影所」を稼動して映画を製作し、またこれを配給した。
1923年（大正12年）、京都・下鴨宮崎町に以前から借入していた1029坪の土地に、同年9月1日の関東大震災による蒲田撮影所の壊滅を受け、急遽撮影所を造営開始し、「松竹キネマ下加茂撮影所」としてオープン、蒲田撮影所の機能と人員を移動した。その間、蒲田撮影所の復旧を進める。翌1924年（大正13年）1月、蒲田撮影所の復旧に伴い、現代劇部は蒲田へ戻る。同年7月、下加茂撮影所が正式に竣工する。
1925年（大正14年）6月、業績不振のため、下加茂撮影所を一時閉鎖し、時代劇部を蒲田へ移動させる。1926年（大正15年）2月、「松竹キネマ下加茂撮影所」を「松竹キネマ京都撮影所」と改称する。同所で製作を行っていたのは、衣笠貞之助の「衣笠映画連盟」で、松竹キネマは同連盟の作品を配給した。
1927年（昭和2年）11月、蒲田での時代劇製作を中止し、京都撮影所（下加茂）のみに絞る。1928年（昭和3年）5月15日、衣笠が連盟を解消、京都撮影所を松竹キネマの直営とする。
1936年（昭和11年）1月には蒲田撮影所を閉鎖・売却して、大船撮影所に移転し、翌1937年（昭和12年）、松竹キネマは「松竹興行株式会社」を吸収合併し、社名を「松竹株式会社」（現行）と改める。「松竹キネマ大船撮影所」は「松竹大船撮影所」（現存せず）、「松竹キネマ京都撮影所」は「松竹京都撮影所」（のちの京都映画撮影所→松竹撮影所）となる。